# The Beautiful Game (film 2024)
The Beautiful Game è un film del 2024 diretto da Thea Sharrock.

## Trama
Una squadra di calcio di senzatetto capitanata dal loro allenatore Mal parte da Londra per Roma per vincere la Coppa del Mondo dei Senzatetto. All'ultimo momento si unisce a loro il talentuoso attaccante Vinny.

## Produzione
Una precedente versione della sceneggiatura fu preparata presso Fox Searchlight Pictures, con Colin Farrell e Brendan Gleeson coinvolti. Nel mese di agosto 2021, Bill Nighy e Micheal Ward furono confermati come protagonisti. Film4 ha contribuito allo sviluppo del film. I produttori del progetto sono Graham Broadbent e Peter Czernin di Blueprint Pictures, insieme ad Anita Overland. Ben Knight e Diarmuid McKeown ricoprono il ruolo di produttori esecutivi, affiancati da Ollie Madden e Daniel Battsek di Film4.
La produzione ha collaborato strettamente con la Homeless World Cup Foundation nella realizzazione del film. Frank Cottrell-Boyce incontrò numerosi partecipanti all'Homeless World Cup e sviluppò i personaggi del film ispirandosi alle loro storie, il progetto era originariamente previsto per le riprese nel 2012 e per Cottrell-Boyce si trattò di un impegno durato undici anni.
Le riprese principali hanno avuto luogo a Roma e Londra nell'agosto 2021. Il film ha impiegato comparse che avevano partecipato a tornei reali e che ora non sono più senzatetto, un fatto che Bill Nighy ha descritto alla BBC come "un bellissimo esempio di simmetria."

## Distribuzione
Il film è stato distribuito sulla piattaforma Netflix dal 29 marzo 2024.

## Accoglienza

### Critica
Sul sito web aggregatore di recensioni Rotten Tomatoes, The Beautiful Game  ha un indice di gradimento dell 85% basato su 39 recensioni  con una valutazione media di 6,5/10.